# Olivier Curier
Pour les articles homonymes, voir Curier.
Olivier Curier, né le 23 août 1986 aux Antilles, est un coureur cycliste français. 

## Biographie
Lors de la saison 2010, il se distingue en terminant deuxième du Tour de Marie-Galante et troisième du Trophée de la Caraïbe , tout en ayant remporté une étape. Il s'impose également sur une étape du Tour de Martinique. 

## Palmarès
- 2010
  - 1re étape du Trophée de la Caraïbe
  - 3e étape du Tour de Marie-Galante
  - 5e étape du Tour de Martinique
  - 2e du Tour de Marie-Galante
  - 3e du Trophée de la Caraïbe
- 2011
  - 3e du Tour de Marie-Galante
- 2012
  - 1re étape du Tour de Marie-Galante

## Classements mondiaux
| Année            | 2010 | 2011 | 2012 | 2013 | 2014 | 2015 | 2016 |
| ---------------- | ---- | ---- | ---- | ---- | ---- | ---- | ---- |
| UCI America Tour | 115e | 235e | 238e |      |      |      | 565e |